# جما کاغتسریکیان
جما مناتساکنای کاغتسریکیان (ارمنی: Ջեմմա Մնացականի Քաղցրիկյան؛  ۱۷ مهٔ ۱۹۵۰) یک خواننده و رهبر ارکستر اهل ارمنستان است. وی از سال میلادی تاکنون مشغول فعالیت بوده است.

## زندگی‌نامه
وی در۱۷ مهٔ ۱۹۵۰ در لنیناکان به دنیا آمد . وی همچنین برندهٔ جوایزی همچون چهره هنری شایسته جمهوری ارمنستان شده است.